# لوسون ليتل
لوسون ليتل (بالإنجليزية: Lawson Little)‏ هو لاعب غولف أمريكي، ولد في 23 يونيو 1910، وتوفي في 1 فبراير 1968 في مونتيري في الولايات المتحدة.